# Pacific Coliseum
A Pacific Coliseum egy fedett jégpálya Vancouver Hastings Park nevű városrészében. A csarnok 1968-ban épült fel, hogy a vancouveri Csendes-óceáni Nemzeti Kiállítás egyik helyszíne legyen. A csarnokban jelenleg jégkorongmérkőzéseket rendeznek, amelyeket 16 281 néző tekinthet meg. A csarnokot a Vancouver Giants nevű jégkorongcsapat bérli és koncerteket is tartanak benne. 

## Története
A W.K. Noppe iroda tervezte 1966-1967 években. A stadion kör alaprajzú, felületét fehér panelek borítják. Elkészülte után 1968 és 1995 között a Vancouver Canucks jégkorongcsapata használta. 1982-ben és 1994-ben e pályán rendezték a Stanley-kupa döntőjét. 1995 után az évekig tartó bérlő nélküli időszak 2001-ben ért véget, amikor a Vancouver Giants telepedett le a stadionban. 2006-ban ifjúsági jégkorong-világbajnokságnak adott otthont a pálya. A Pacific Coliseum szerepet kapott Vancouver olimpiai pályázatában is. A 2010-es téli olimpián az arénát a rövidpályás gyorskorcsolya és a jégtáncversenyek lebonyolítására használják majd, összesen 12 bajnoki cím sorsa dől majd el itt. Ennek érdekében elkezdődött a létesítmény felújítása. Az olimpián 14 239 néző foglalhat helyet, felújították a jégképző és a légkeringető berendezéseket is. Az olimpia után általános rendezvénycsarnokként szolgál majd az épület.